# Parastigmus argentinus
Parastigmus argentinus  (лат.) — вид песочных ос (Crabronidae), единственный в составе монотипического рода Parastigmus (Pemphredoninae). Встречается в Южной Америке: центральная Аргентина (Neuquen). Длина тела 4,6 мм, длина переднего крыла — 3 мм. Окраска чёрная, ноги и усики частично коричневые (тегулы, мандибулы в основании и бёдра в апикальной части — беловатые). От других близких родов подтрибы Stigmina (триба Pemphredonini) отличается коротким петиолем, крупной пигидиальной пластинкой и наличием короткого зубца в середине жевательного края мандибул. Лабрум с двумя крупными апикальными и двумя мелкими боковыми зубчиками. Жвалы с двумя вершинными зубцами.